# 莫里斯 (紐約州)
莫里斯（英語：Morris）是一個位於美國紐約州奧齊戈縣的鎮。

## 人口
根據2020年美國人口普查的數據，莫里斯的面積為101.51平方千米，當中陸地面積為101.18平方千米，而水域面積為0.33平方千米。當地共有人口1735人，而人口密度為每平方千米17人。